# Jiří Krejsa
Jiří Krejsa (* 22. července 1941) byl český a československý politik Komunistické strany Československa a poslanec Sněmovny lidu Federálního shromáždění za normalizace.

## Biografie
K roku 1976 se profesně uvádí jako člen JZD. Ve volbách roku 1976 zasedl do Sněmovny lidu (volební obvod č. 90 – Blansko, Jihomoravský kraj). Ve Federálním shromáždění setrval do konce funkčního období, tedy do voelb roku 1981.